# Rezervat prirode Okapi
Rezervat divljine Okapi je rezervat prirode na sjeveroistoku DR Kongo, u prašumi Iturija, u blizini granice sa Sudanom i Ugandom.
Rezervat divljine Okapi, osnovan 1992. godine, ima površinu od oko 14.000 km² i upisan je 1996. godine na UNESCO-ov popis mjesta svjetske baštine u Africi kao jedno od posljednjih utočišta Okapija (Okapia johnstoni), po kojima je rezervat i dobio ime. God. 1996. procjenjivalo se kako ih u parku ima oko 39000 do 6350 primjeraka, od ukupne afričke populacije od 10,000-20,000. Pored okapija u parku obitavaju i druge ugrožene životinje kao što su: Šumski slon i Čovjekoliki majmuni (13 vrsta).
No, zbog posijeci-i-spali poljoprivrede, i oružanih sukoba koji su od 1990-ih poharali ovo područje, tj. zbog pljačkanja prostorija uprave i ubojstva slonova tijekom oružanih sukoba u okolici, park je upisan na popis ugroženih mjesta svjetske baštine 1997. godine. 
Premda autohtono stanovništvo Mbuti pigmeja i Bantu farmera poštuje i čuva prašumu, veliki broj izbjeglica koji se naselio u ovom području to ne čini.

## Vanjske poveznice
- CENADEP (Centre National d’Appui au Développement et à la Participation populaire)  Arhivirana inačica izvorne stranice od 30. kolovoza 2005. (Wayback Machine) Udruga za zaštitu okoliša DR Kongo (fr.) Posjećeno 30. ožujka 2011.
- Blogs from the Rangers of the Okapi Wildlife Reserve (engl.) Posjećeno 30. ožujka 2011.
- Gilman International Conservation  Arhivirana inačica izvorne stranice od 19. srpnja 2007. (Wayback Machine) (engl.) Posjećeno 30. ožujka 2011.